# Landschaftsschutzgebiet Hecken- und Grünlandkomplex Bromberg
Das Landschaftsschutzgebiet Hecken- und Grünlandkomplex Bromberg mit 11,2 ha Flächengröße liegt südlich von Alverdissen im Stadtgebiet von Barntrup. Es wurde 2006 mit dem Landschaftsplan Oberes Begatal durch den Kreistag des Kreises Lippe als Landschaftsschutzgebiet (LSG) ausgewiesen.

## Beschreibung
Das LSG ist vom Landschaftsschutzgebiet Lipper und Pyrmonter Bergland umgeben. Im Osten grenzt es an die L 758. Das LSG umfasst einen Hecken-Grünlandkomplex auf den ostexponierten Muschelkalkhängen des Bromberges. Das LSG ist durch Muldentäler gegliedert. Der wellige Hangbereich ist durch Böschungen terrassiert, auf denen Hecken, Baumgruppen und Einzelbäume stehen. Die steilen Hänge werden in kleinen Parzellen als Weidegrünland für Pferde und Rinder genutzt. Sehr kleinflächig ist auch Magergrünland vorhanden.
Zum Landschaftsschutzgebiet führt der Landschaftsplan aus: „Das Gebiet ist wertvoll für Höhlenbrüter, ihm kommt Bedeutung als Trittsteinbiotop zu. Das Gebiet liegt innerhalb der Biotopverbundfläche der LÖBF NRW VB-DT-3919-015, "Bewaldete Berge im nördlichen Teil der Blomberger Höhen" mit regionaler Bedeutung.“

## Schutzzwecke für das LSG
Laut Landschaftsplan erfolgte die Ausweisung des LSG
- „zur Erhaltung und Wiederherstellung der Leistungsfähigkeit des Naturhaushaltes in ökologisch besonders wertvoll strukturierten Bereichen mit Wasser-, Klima- und Biotopschutzfunktionen,“
- „zur Erhaltung und Wiederherstellung von Quellbereichen und naturnahen Fließgewässern, Wald- und Grünlandbereichen unterschiedlicher Feuchtestufen, Feldgehölzen, Hecken und Obstwiesen,“
- „zur Erhaltung morphologisch ausgeprägter Bereiche zur Sicherung der landschaftlichen Eigenart und Vielfalt für die Erholung, “
- „zur Erhaltung wertvoller Biotopkomplexe aus Wald-Grünlandbereichen, Fließgewässern und Quellen sowie Biotopen nach § 62 LG mit wichtigen Refugial-, Puffer-, Trittstein- und Vernetzungsfunktionen,“
- „zur Erhaltung und Wiederherstellung wichtiger Rückzugsräume für die bedrohte Tier- und Pflanzenwelt,“
- „zur Sicherung von kulturhistorisch bedeutsamen Landschaften, z. B. Terrassenkulturlandschaften,“
- „zur Sicherung der das Orts- und Landschaftsbild gliedernden und belebenden und die dörflichen Siedlungsstrukturen prägenden Freiraumelemente.“[1]

## Rechtliche Vorschriften
Im Landschaftsschutzgebiet ist unter anderem das Errichten von Bauten und Fischteichen verboten.